# Partia Zielonych (Irlandia)
Partia Zielonych (irl. Comhaontas Glas, dosł. Zielony Sojusz, ang. Green Party) – irlandzka partia polityczna utworzona w 1981. Od 2006 ma charakter ponadgraniczny: działa zarówno w Irlandii, jak i w Irlandii Północnej. Liderem partii jest Eamon Ryan.

## Historia
Partia została założona w 1981 jako Ekologiczna Partia Irlandii (ang. Ecology Party of Ireland) przez Christophera Fettesa. W 1983 zmieniła angielską nazwę na Green Alliance (dosł. Zielony Sojusz). Od 1987 angielska nazwa ugrupowania to Green Party. Nazwa irlandzka (Comhaontas Glas) nie została zmieniona od czasu powstania partii i jest używana także obecnie.
Zieloni mają lub mieli przedstawicieli we władzach samorządowych (od 1985), w Dáil (1989–2011), w Parlamencie Europejskim (dwa mandaty w kadencji 1994–2004) oraz w Zgromadzeniu Irlandii Północnej (od 2007).

## Wyniki wyborów
| Wybory | Liczba głosów | % głosów | +/–% | Liczba mandatów | +/– |
| ------ | ------------- | -------- | ---- | --------------- | --- |
| 1997   | 49 323        | 2,8      | +1,4 | 2               | +1  |
| 2002   | 71 470        | 3,8      | +1,0 | 6               | +4  |
| 2007   | 96 936        | 4,7      | +0,9 | 6               | ±0  |
| 2011   | 41 040        | 1,8      | –2,9 | 0               | –6  |
| 2016   | 57 999        | 2,7      | +0,9 | 2               | +2  |

## Udział w rządzie
Od 14 czerwca 2007 do 23 stycznia 2011 Zieloni uczestniczyli w koalicji rządowej z Fianna Fáil i Progresywnymi Demokratami, zaś po samorozwiązaniu Progresywnych Demokratów z samą Fianna Fáil. Jednocześnie z wejściem do rządu dokonała się zmiana na stanowisku przewodniczącego partii – dotychczasowy lider, Trevor Sargent, obiecywał bowiem w kampanii wyborczej, że nie wprowadzi Zielonych do koalicji z Fianna Fáil, przyjął jednak stanowisko ministra stanu ds. żywności i rolnictwa w nowym rządzie. Na specjalnej konwencji członkowie Zielonych poparli wejście do rządu większością 86%. Nowy przewodniczący partii John Gormley został ministrem środowiska ziemi i samorządu lokalnego, zaś Eamon Ryan został ministrem komunikacji, energii i bogactw naturalnych. W dniu zerwania koalicji Zieloni mieli czworo ministrów. Oprócz Gormleya i Ryana byli to: Ciarán Cuffe (minister stanu ds. rolnictwa, zrównoważonego transportu, planowania i ochrony zabytków) oraz Mary A. White (minister stanu ds. równości, praw człowieka i integracji).

## Stosunek do Unii Europejskiej
W odróżnieniu od większości partii w należących do Europejskiej Partii Zielonych w irlandzkich Zielonych istniało silne skrzydło eurosceptyczne. Podczas referendum w sprawie ratyfikacji Traktatu Lizbońskiego w 2008, partia nie zajęła oficjalnego stanowiska, ponieważ na specjalnej konwencji poświęconej tej kwestii za traktatem opowiedziało się 63,5% delegatów, czyli mniej niż wymagane przez statut 2/3. Jednak w ponownym referendum Zieloni opowiedzieli za przyjęciem przez Irlandię Traktatu Lizbońskiego. Na specjalnym kongresie 18 lipca 2009 za poparciem dla traktatu opowiedziało się dokładnie 2/3 delegatów (214 za, 107 przeciw).

## Liderzy
Do 2001 partia nie miała oficjalnego lidera.
- Trevor Sargent (2001–2007)
- John Gormley (2007–2011)
- Eamon Ryan (od 2011)